# Libellula semifasciata
Libellula semifasciata ist eine Libellen-Art der Gattung Libellula aus der Unterfamilie Libellulinae. Verbreitet ist die Art hauptsächlich im Osten der USA sowie zwischen Florida und Texas. Außerhalb der USA tritt sie in Kanada auf.

## Merkmale

### Bau der Imago
Die L. semifasciata erreicht eine Länge von 39 bis 48 Millimetern, wobei 25 bis 31 Millimeter davon auf das Abdomen entfallen.
Das Tier ist überwiegend braun und gelb gefärbt. Das Gesicht ist olivfarben und wird bei Männchen mit dem Alter rot. Der Thorax ist gelbbraun. Die Thoraxseiten haben nach der etwas dunkleren ersten sowie nach der dritten lateralen Struktur jeweils einen versteckten gelbweißen Streifen.
Die Beine sind am Ansatz blassbraun weiter unten schwarz.
Das braune Abdomen verjüngt sich zum Ende hin stark.
Die Hinterflügel erreichen eine Länge von 31 bis 38 Millimetern. Vom Flügelansatz bis zum Nodus ist der Flügel in ein helles gelb getaucht. Ungefähr bei der Hälfte des Vorderflügels sowie an den Flügelspitzen befindet sich eine dunkle Stelle.

### Bau der Larve
Die Larven besitzen zentral im Gesicht sitzende Augen und haben ein langes, sich zum Ende hin verjüngendes Abdomen. Der Rand des unpaaren Vorderteils des Labium, das sogenannte Prämentum ist glatt.